# Diplulmaris antarctica
Diplulmaris antarctica is een schijfkwal uit de familie Ulmaridae. De kwal komt uit het geslacht Diplulmaris. Diplulmaris antarctica werd voor het eerst wetenschappelijk beschreven door Maas. 